# سلخ البصل

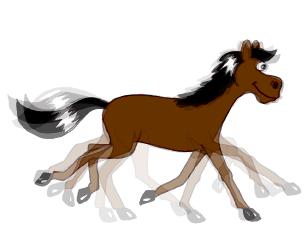
تسليخ البصلة للإطار رقم 7 من هذه الصورة حيث تُظهر هذه الطريقة ألـ 3 إطارات السابقة

سلخ البصل أو تسليخ البصلة هو مصطلح لتقنية في الرسومات الحاسوبية ثنائية الأبعاد تستخدم في إنشاء الرسوم المتحركة وتحرير الأفلام  والتي تتيح مشاهدة عدة إطارات في آن واحد. بهذه الطريقة، رسام الرسوم المتحركة أو المحرر يمكنه اتخاذ قرارات بشأن كيفية إنشاء أو تغيير الصورة في إطار معين على أساس الصورة أو إطارات الصور السابقة في السلسلة المتحركة.
في الرسوم المتحركة التقليدية، تُرسم الإطارات الفردية من الفيلم في البداية على رقيقة ورقية تسمى شريحة البصل تحت مصدر ضوء ساقط. يضع رسامو الرسوم المتحركة (في الغالب بين البينيين) الرسومات السابقة والتالية أسفل رسم العمل تمامًا حتى يتمكنوا من رسم مايعرف بـ إطار 'المابينَ البينين' لإعطاء الحركة سلاسة أكثر بين الإطارين المذكورين.
في برامج الكمبيوتر، يتحقق هذا التأثير عن طريق جعل الإطارات شفافة وإسقاطهم فوق يعضهم البعض.
هذا التأثير يمكن أن يستخدم أيضا لإنشاء مايعرف بـ تشتت الحركة، كما يلاحظ في فيلم ذا ماتريكس تحديداً عندما تتلافى الشخصيات في الفيلم طلقات الرصاص.

## وصلات خارجية
- البصل السلخ في بإمكاني تحريك
- شيفتر الشكل في Aniboom. لمعرفة سلخ البصل، اضغط على 'س' ثم أنشئ الشكل، أضف إطار، َحرك الشكل، وكرر مرة أخرى.